# Trampgröe
Trampgröe (Poa supina) är en gräsart som beskrevs av Heinrich Adolph Schrader. Enligt Catalogue of Life ingår Trampgröe i släktet gröen och familjen gräs, men enligt Dyntaxa är tillhörigheten istället släktet gröen och familjen gräs. Enligt den finländska rödlistan är arten nära hotad i Finland. Arten är reproducerande i Sverige. Artens livsmiljö är fuktiga gräsmarker, dikesrenar. Inga underarter finns listade i Catalogue of Life.